# Dzsamszedzsi Tata
Dzsamszedzsi Naszervandzsi Tata (Navszari, Gudzsarát, 1839. március 3. – Bad Nauheim, Németország, 1904. május 19.) az indiai Tata-csoport, a világ egyik legismertebb vállalatbirodalmának alapítója, „az indiai ipar atyja”.

## Tanulóévek
Naszervandzsi és Dzsivanbai Tata gyermeke egy dél-gudzsaráti kisvárosban született. Apja, Naszervandzsi az első volt a zoroasztrizmusnak papokat adó párszi családban, aki üzlettel kezdett el foglalkozni. Mumbaiban nyitott kereskedést. Tizennégy éves korában Dzsamszedzsi is követte Mumbaiba és beiratkozott az Elphinstone Főiskolára. Még a főiskola befejezése előtt feleségül vette Hirabai Dabút.
Miután 1858-ban végzett, csatlakozott apja cégéhez. Zűrzavaros időszak volt ez az üzleti pálya megkezdéséhez, alig valamivel azután, hogy a britek leverték az 1857-es indiai felkelést.

## Az üzletben

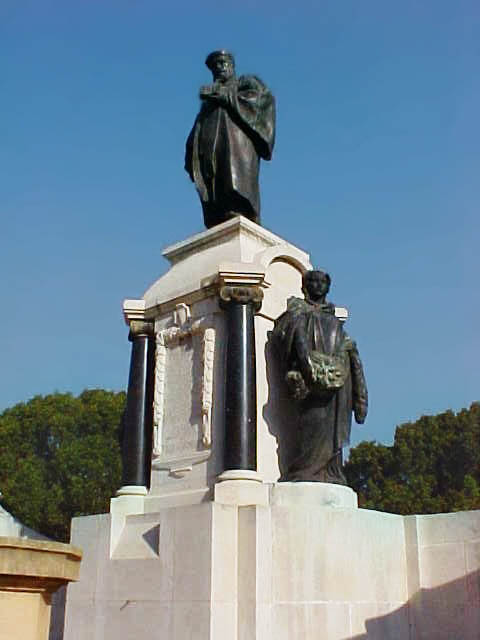
Dzs. N. Tata szobra az Indiai Tudományos Intézetnél

Dzsamszedzsi apja cégénél dolgozott 29 éves koráig. 1868-ban egy huszonegyezer rúpia alaptőkéjű saját kereskedőcéget alapított. A következő évben megszerzett egy csődbe ment olajütőt Csincspokliban, gyapotmalommá alakította át, majd két évvel később jelentős profittal eladta. 1874-ben Nagpurban alapított gyapjúmalmot. (Ezt 1877-ben, Viktória királynő trónra lépésekor „Császárnő Malom” névre keresztelte.
Három álma volt, amelyek megvalósításába nagy energiákat fektetett: vas- és acélgyár létrehozása, egy világszínvonalú oktatási intézmény alapítása és egy vízi erőmű építése. Ironikus módon életében egyik álma sem vált valóra teljesen, csak halála után. Az alapokat azonban lerakta és utódai szívós munkával végül megvalósítottak mindazt, amit eltervezett.
- A Tata Steel India legnagyobb acélvállalata, a világon pedig az ötödik legnagyobb lett, miután 2007-ben megvette az angol-holland Corus Csoportot. Jelenleg évi 28 millió tonna acélt állít elő.
- A Tata Alapkutatási Intézetet 1945-ben alapította meg Dr. Homi Baba, J.R.D. Tata támogatásával.[7]
- A Tata Power Company Limited India legnagyobb privát áramtermelő cége, amelynek éves kapacitása több, mint 2300 MW.[8]

A Tata-csoport elnöke hagyományosan a Tata család egy tagja, jelenleg (2008-ban) Ratan Tata, aki a Dzsamszedzsi utáni ötödik generációt képviseli. (A csoport központi cége a Tata Sons.)
Dzsamszedzsi Tata nevéhez fűződik Mumbai egyik jelképe, a Tádzs Mahal Palota hotel megépítése is 1903-ban.

## Fordítás
- Ez a szócikk részben vagy egészben  a   Jamsetji Tata című angol Wikipédia-szócikk ezen változatának fordításán alapul.  Az eredeti cikk szerkesztőit annak laptörténete sorolja fel. Ez a jelzés csupán a megfogalmazás eredetét és a szerzői jogokat jelzi, nem szolgál a cikkben szereplő információk forrásmegjelöléseként.